# Austrimunna antarctica
Austrimunna antarctica is een pissebed uit de familie Paramunnidae. De wetenschappelijke naam van de soort is voor het eerst geldig gepubliceerd in 1906 door Richardson.